# Вермандуа

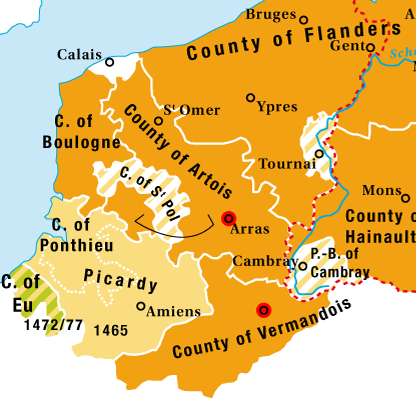

Графство Вермандуа́ (фр. Vermandois) — средневековое графство на северо-востоке Франции, на территории нынешнего региона Пикардия, точнее — его департаментов Эна и Сомма. Своё наименование оно берёт от обитавшего здесь кельтского племени Viromandui и их главного города Augusta Viromanduorum, ставшего позднее центром графства Вермандуа под названием Сен-Кантен. До середины XI века графством правила младшая ветвь Каролингов — Гербертины.

## История
Графство известно с V века. Его правители первоначально управляли графством Вермандуа на правах бенефициария. Согласно Рибмонскому договору от 880 года, Вермандуа вследствие соседства с герцогством Нижняя Лотарингия становится буферной зоной между Западно-Франкским и Восточно-Франкским королевствами.

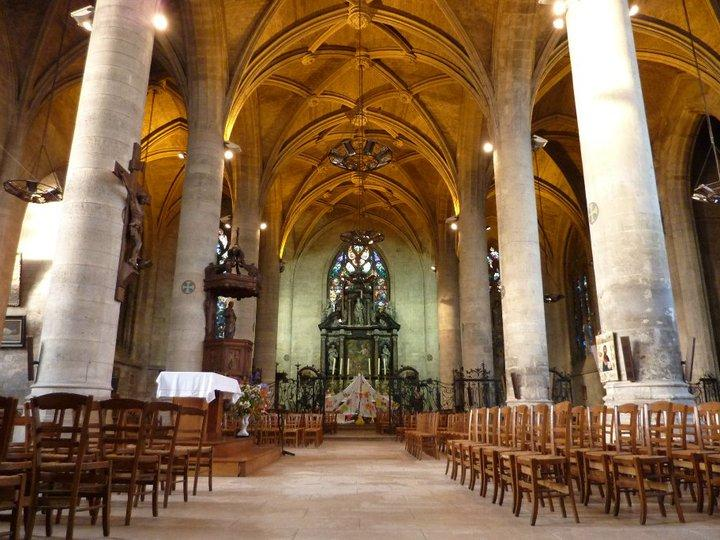
Готическая церковь св. Иоанна в Перонне

В конце IX веке титул графа Вермандуа был пожалован сеньору Перонны, Санлиса и Сен-Кантена Герберту I, представителю побочной линии Каролингов, потомкам короля Италии Бернарда, казнённого за восстание против своего дяди, франкского императора Людовика Благочестивого.
Его сын, Герберт II, правивший в 902—943 годах, значительно расширил свои владения, захватил и держал 6 лет в заключении короля Франции Карла III Простоватого, до самой его смерти.
Его потомки, Альберт I, Герберт III, Альберт II, Эд и Герберт IV оставили менее значительный след в истории. Герберт IV в 1076 году получает в приданое — как зять графа Рауля IV де Вексен — графство Валуа.
Вскоре после этого Герберт умирает, и его наследницей становится дочь Аделаида, первый супруг которой, Гуго из рода Капетингов, был братом французского короля Филиппа I и одним из предводителей Первого крестового похода. Гуго скончался в 1102 году в киликийском городе Тарсе.
Старший сын Гуго и Аделаиды, Рудольф (Рауль) I (правивший в 1102—1152), женился на Аликс (Петрониле) Аквитанской, сестре Алиеноры Аквитанской, и имел от неё 3 детей.
Сын Рауль II был графом Вермандуа и Валуа в 1152—1167 годах.
Дочь Рауля I — Елизавета, совместно с её супругом, графом Филиппом I Эльзасским, управляла Вермандуа, Валуа и Амьеном в 1167—1183 годах.
В 1185 году, согласно условиям мира в Бове, французский король Филипп II Август передаёт графство Вермандуа Филиппу Эльзасскому (скончался в 1191 году), который помог королю Франции покинуть осаждённую в Палестине Акру (в 1181—1191) и перенял за него командование там силами крестоносцев во время Третьего крестового похода. Вернувшись, король заключает с Элеонорой, младшей дочерью Гуго и Аликс, соглашение, по которому последняя получала пожизненно восточную часть графства Вермандуа и титул графини Сен-Кантен. Остальная часть графства — Перонн и его окрестности — отходили к королю. В 1214 году Элеонора отказывается от своей части графства Вермандуа в пользу короны, и в 1221 году умирает.

## Графы Вермандуа

Геральдические цвета графства Вермандуа

### Фландрский дом
- Родульф († 896)

### Каролинги
- Герберт I (896—900/907), граф Мо, граф Суассона и Вермандуа
- Герберт II (900/907-943), граф Мо, граф Суассона и Вермандуа
- Альберт I (Адальберт) (946—987), граф Вермандуа
- Герберт III (987—1000/1002), граф Вермандуа
- Альберт II (ок. 1000 — до 1010), граф Вермандуа
- Эд (1021—1045), граф Вермандуа
- Герберт IV (1045—1080), граф Вермандуа и Валуа
- Аделаида (ум. 1120/24), графиня Вермандуа и Валуа

### Капетинги
- Гуго Великий (граф Вермандуа) (1087—1101), супруг Аделаиды, младший сын французского короля Генриха I, граф Вермандуа и Валуа
- Рауль I де Вермандуа (1101—1152), граф Амьенский, Вермандуа, Валуа и Крепи, сенешаль Франции в 1131—1152, с 1147 года регент Франции
- Гуго II (святой Феликс Валуа) (1152 — ок. 1160), граф Вермандуа и др., отказался от графства
- Рауль II де Вермандуа (ок. 1160—1167), граф Вермандуа и др.
- Мабиль (1167—1183), графиня Вермандуа и Валуа (1167—1183)
- Филипп I Эльзасский, супруг Мабили, (1167—1191)
- Элеонора де Вермандуа (1191—1214), графиня Вермандуа, Валуа и Сен-Кантена.

Согласно заключённым договорам западная часть Вермандуа отошла к французской короне в 1191 году, а восточная — в 1214 году.